# Kristina Brenk
Kristina Brenk (tudi Kristina Brenkova), rojena Vrhovec, slovenska pisateljica, pesnica, dramatičarka, prevajalka in urednica, * 22. oktober 1911, Horjul, † 20. november 2009, Ljubljana.

## Življenje
Rodila se je v kmečki družini očetu Matiji in materi Frančiški (rojena Stanonik). Otroštvo je preživela v Horjulu, kjer je končala štiri razrede osnovne šole. Šolanje nadaljevala v Mariboru, končala je meščansko šolo in učiteljišče. Študirala je psihologijo in pedagogiko na Filozofski fakulteti v Ljubljani. V času študija je hodila v dramsko šolo Mihaele Šaričeve. Zavzemala se je za ustanovitev mladinskega gledališča, zato se je leta 1938 odločila za študij teorije gledališča za mlade v Pragi. Doktorirala je leta 1939 iz pedagogike. Do vojne je bila brez redne zaposlitve in se je preživljala z inštrukcijami in priložnostnim pisanjem. Med drugo svetovno vojno je sodelovala pri narodnoosvobodilnem boju. Bila je kurirka in je spremljala pisatelja Prežihovega Voranca, ki je bil med vojno urednik radia Kričač. Leta 1943 so jo zaprli, kjer je ostala do konca italijanske okupacije. Do osvoboditve, leta 1945 je skrbela za zaščito otrok borcev in zaprtih. Po vojni se je uveljavila kot pisateljica, prevajalka in urednica, ki se je posvetila mladinski književnosti. Bila je soustanoviteljica in prva urednica Mladinske knjige, v letih 1949−1973, ko se je upokojila. Zasnovala je knjižne zbirke za otroke: Najdihojca, Čebelica, Velike slikanice, Cicibanova knjižica, Zlata ptica, Zvezdica, Mladi oder, Lutkovni oder. Bila je med ustanovitelji tekmovanja za Bralno značko.
Njen mož je bil filmski zgodovinar in pedagog France Brenk. Njun sin je psiholog Klas Matija Brenk.

## Delo
V času študija je pisala igrice, pesmi in zgodbe za šolski časopis. Pred drugo svetovno vojno je objavljala v Ljubljanskem zvonu in Sodobnosti. Po vojni je objavljala v mladinskih revijah Vrtec, Ciciban, Kurirček, Pionirski list, Pionir, Akademski glas, Naš rod, Gruda in na radiu ter v knjižnih izdajah. Prvi prevod Burka o jezičnem dohtarju je objavila leta 1935 skupaj z Emilom Smaskom. Svoje prvo avtorsko delo z naslovom Golobje, sidro in vodnjak je objavila leta 1960. 
Slovenska mladinska književnost je po njeni zaslugi postala predmet literarne vede in predmet poučevanja na fakultetah v Sloveniji.
Snov za svoja dela je jemala iz spominov na otroštvo in dom, NOB ter iz ljudskega izročila. Prevajala in urejala je slovenske in tuje pravljice ter pesmi, med drugim: Babica pripoveduje (slovenske ljudske pravljice),  Mamka Bršljanka (svetovne ljudske pravljice), Lonček, kuhaj! (ljudske pravljice slovanskih narodov). Leta 2001 je izšla antologija kratke proze Obdarovanja. 

### Proza

#### Vojna in realistična pripoved
V spominskih črticah piše o NOB, svojem življenju v Horjulu, življenju matere samohranilke, družinskem življenju po drugi svetovni vojni ter o srečanjih s pisatelji, pesniki, ilustratorji in mladimi bralci. Predvsem gre za avtobiografsko snov, kjer je otrok v središču.
- Prva domovina, 1973 (COBISS)
- Hoja za bralci, 1980 (COBISS)
- Moja dolina, 1996 (COBISS)

#### Sodobna pravljica oz. fantastična pripoved
- Deklica Delfina in lisica Zvitorepka, 1972 (COBISS)
- Srebrna račka, zlata račka, 1975 (COBISS)
- Dobri sovražnikov pes, 1980 (COBISS)
- Babica v cirkusu, 1982 (COBISS)
- Prigode koze Kunigunde, 1984 (COBISS).

### Poezija
- Prišel je velikanski lev, 2008 (COBISS)
- Čenča Marenča, 1976
- Kako šteje Čenča Marenča, 1976

### Dramsko delo
- Mačeha in pastorka, 1951 (COBISS)
- Čarobna paličica, 1958 (COBISS)
- Modra vrtnica za princesko, 1963 (COBISS)

### Prevajalsko delo
Astrid Lindgren: Pika Nogavička, 1958 (COBISS), Bratec Kljukec s strehe, 1966 (COBISS), Felix Salten: Bambi, 1970 (COBISS), Eduard Petiška: Stare grške bajke, 1992 (COBISS), Harriet Beecher-Stowe: Koča strica Toma (COBISS), Nemška ljudska pravljica: Lonček balonček, 1983 (COBISS), Fred Rodrian: Jelen Jarko, 1986 (COBISS), Ruska ljudska povest: Kdo bo izpulil repo, 1986 (COBISS), Indijanska ljudska pravljica: Lisica in drozg, 1990 (COBISS)

## Nagrade
- 1964 - plaketa Mlado pokolenje - Beograd
- 1966 - zlata plaketa za literarno ustvarjanje
- 1970 - bronasta medalja za delo in slikanice - Leipzig
- 1972 - Levstikova nagrada za knjigo Deklica Delfina in lisica Zvitorepka
- 1974 - Kurirčkov kipec
- 1982 - Trubarjeva plaketa
- 1984 - priznanje krajevne skupnosti Horjul
- 1997 - častni znak svobode Republike Slovenije za življenjsko delo v mladinski literaturi in založništvu
- 1999 - Levstikova nagrada za življenjsko delo
- 2000 - uvrstitev na častno listo IBBY za knjigo Moja dolina
- 2001 - naziv častna občanka občine Horjul
- 2007 - naziv častna meščanka Ljubljane[mrtva povezava]